# Zöld leguán
A zöld leguán (Iguana iguana) a hüllők (Reptilia) osztályának pikkelyes hüllők (Squamata) rendjébe, ezen belül a gyíkok (Sauria vagy Lacertilia) alrendjébe, a leguánalakúak (Iguania) alrendágába és a leguánfélék (Iguanidae) családjába tartozó faj.

## Előfordulása
A zöld leguán Amerika trópusi területein, Dél-Mexikótól Paraguayig, valamint Brazília déli részén nagyon elterjedt. Néhány Karib-tengeri szigeten is előfordul. Bár manapság nem veszélyeztetett faj, húsáért és a terráriumoknak való eladásért vadásszák ezt az állatot.

## Alfajai
- Iguana iguana iguana
- Iguana iguana rhinolopha

## Megjelenése
Az állat testhossza 1,2–2 méter, testtömege 1,2–8 kilogramm. A kifejlett hím pikkelye szürkészöld, toroklebenye jól fejlett, háttaraja hosszú és hátrahajló. A kifejlett nőstény testfelépítése könnyedebb, mint a hímé, toroklebenye és háttaraja kisebb. Farokhossza a törzs hosszának háromszorosát is elérheti; izmos és ostorhoz hasonló, védekezésre is alkalmas. Hosszú és hátrahajló karmai vannak, így az állat jól meg tud kapaszkodni az ágakon; a nőstény ásásra is használja őket. A fiatal leguán fényesebb színű, toroklebenye még alig fejlődött ki, háttaraja rövid.

## Életmódja
A zöld leguán alkalmanként csoportosan él, és nappal tevékeny. Tápláléka levelek, bogyók, gyümölcsök és más növényi táplálék. Anyagcseréjükhöz némi állati eredetű táplálékra is szüksége van. Növendékkorában gerincteleneket is fogyaszt.

## Szaporodása
Az ivarérettséget 3 éves korban éri el. A párzási időszak a földrajzi fekvéstől függ. A nőstény évente egyszer rak tojást, de ekkor 25–60 darabot. A tojásokat 30 centiméter mély alagútba rakja. A kis leguánok 90 nap múlva fejlődnek ki.

## Rokon fajok
A zöld leguán legközelebbi rokona és az Iguana hüllőnem másik faja, a kis-antilláki leguán (Iguana delicatissima).

## Állatkertekben
Szinte minden állatkertben élnek zöld leguánok. Magyarországon a Budapesti Állatkertben, a Nyíregyházi Állatparkban, a Veszprémi Állatkertben, a Debreceni Állatkertben, a Kecskeméti Vadaskertben, a Győri Állatkertben, a Miskolci Állatkertben a Pécsi Állatkertben, a Jászberényi Állatkertben és a Gyöngyösi Állatkertben tartanak zöld leguánokat.

## Képek

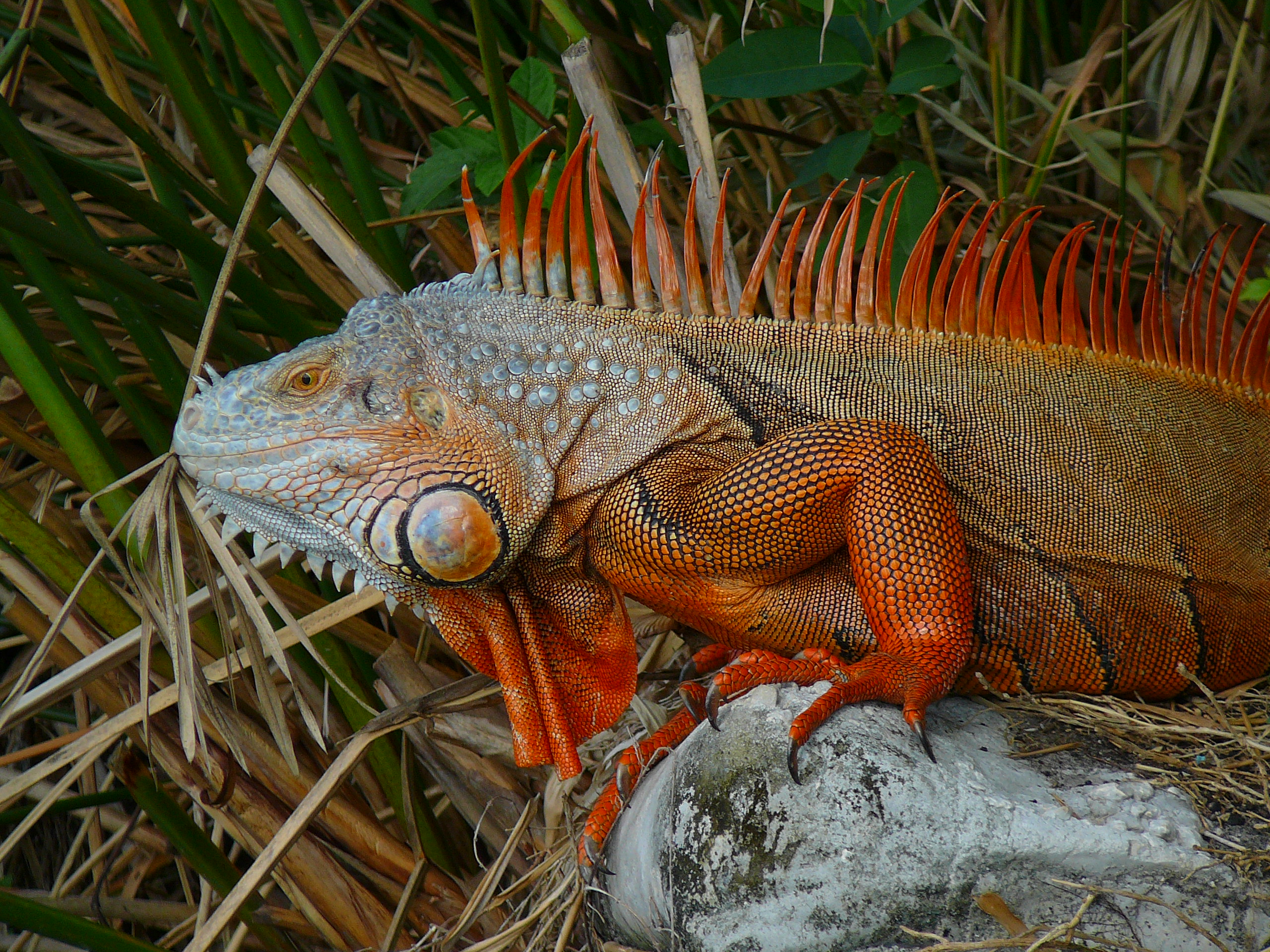
Nevével ellentétben nem mindig zöld színű, narancssárgás példányok is előfordulnak
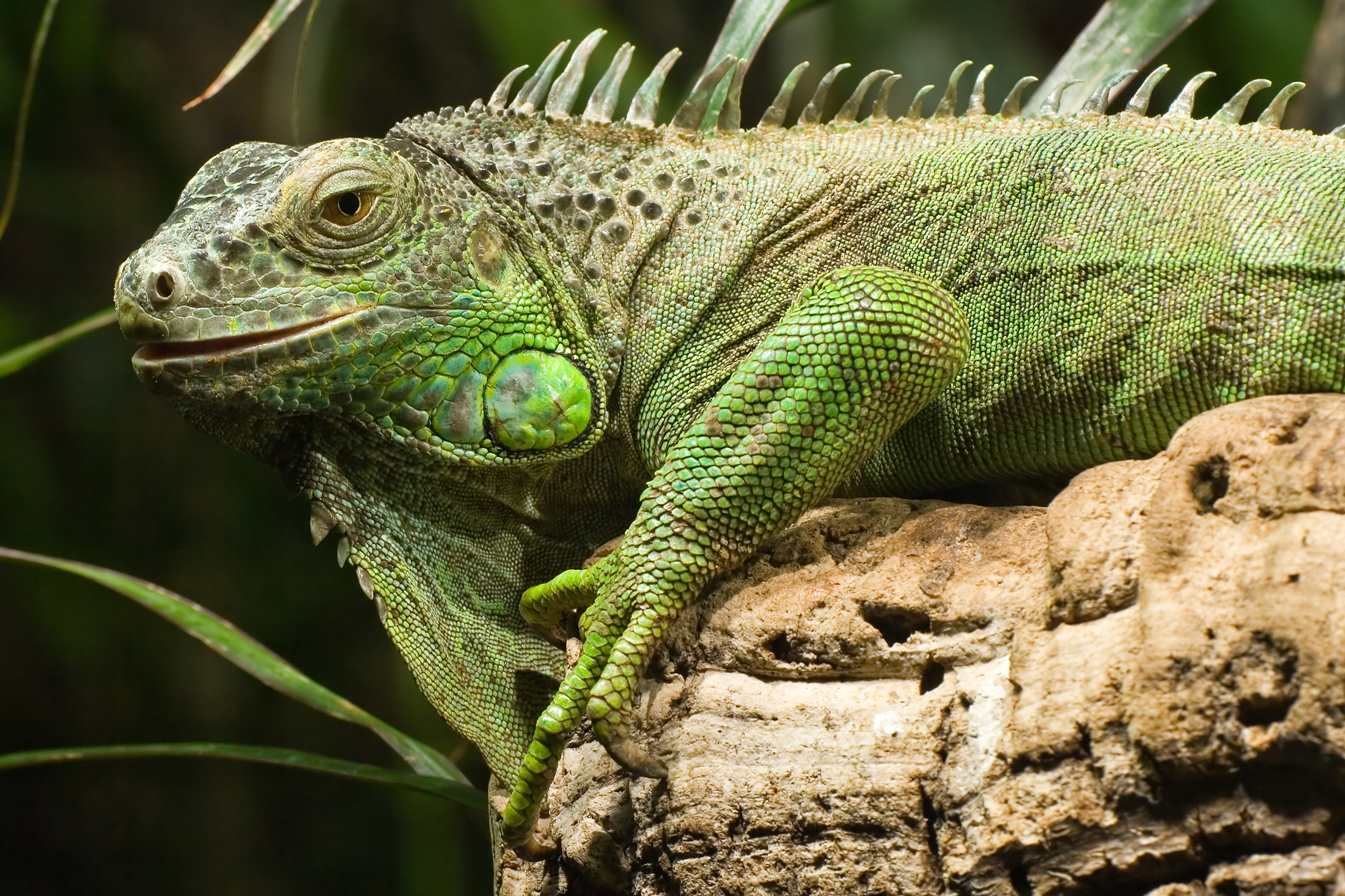
Egy zöld színű egyed
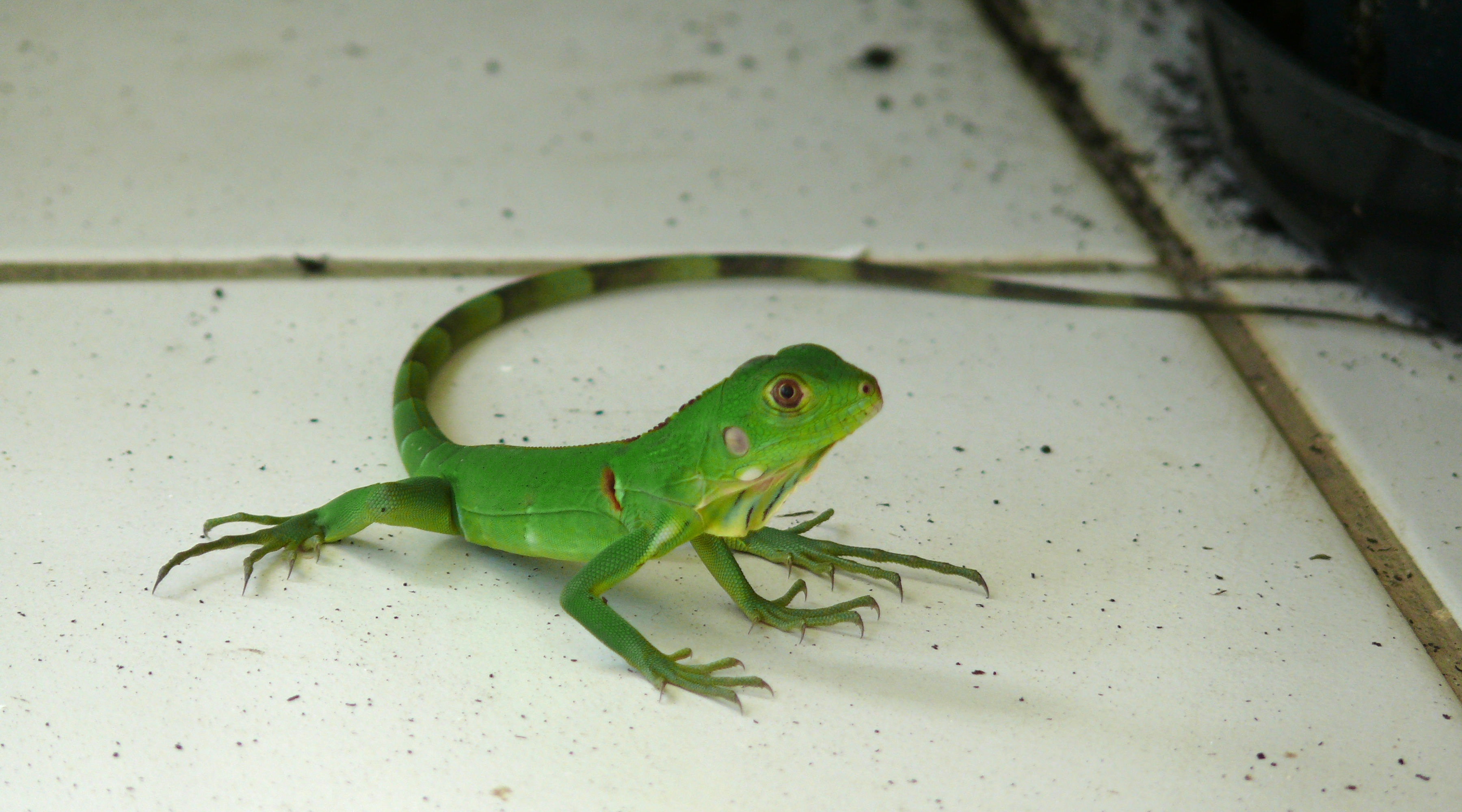
A fiatal állatok igazán zöldek
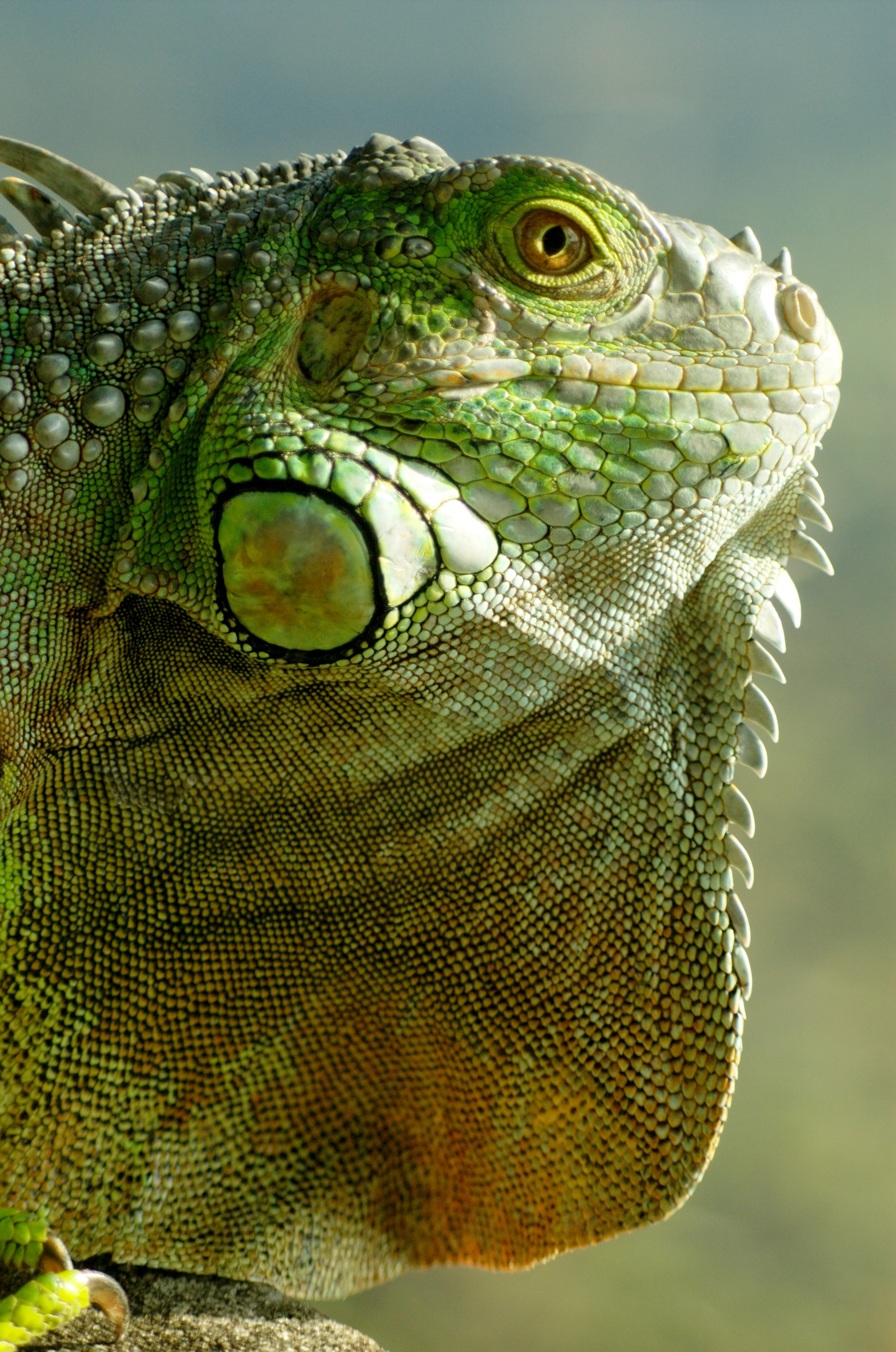
Portré
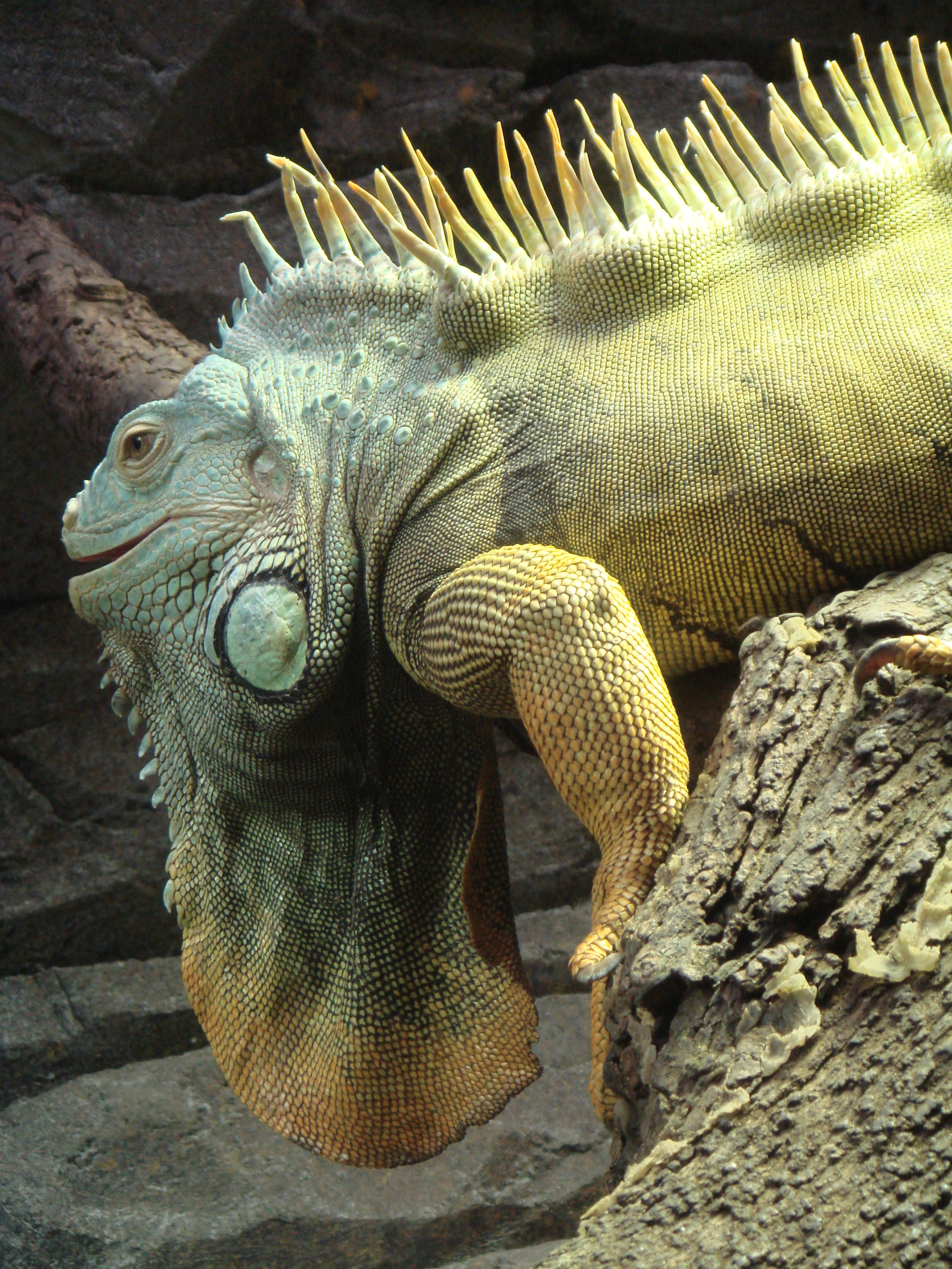
Hím leguán jellegzetes toroklebennyel
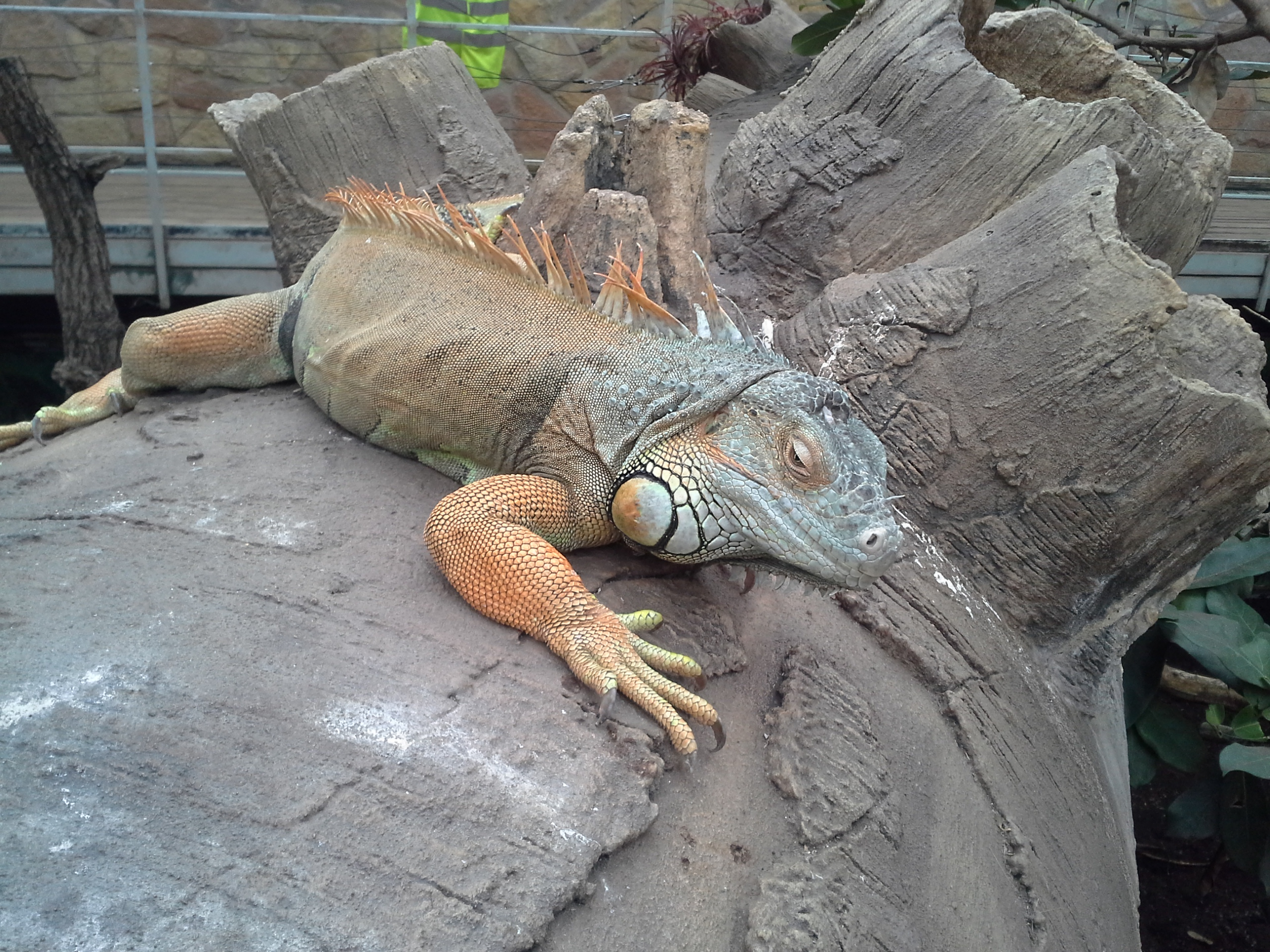
Zöld leguán a budapesti állatkertben